# Jun Enomoto
Jun Enomoto (jap. 榎本 潤, Enomoto Jun; * 13. Mai 1977 in der Präfektur Saitama) ist ein ehemaliger japanischer Fußballspieler.

## Karriere
Enomoto erlernte das Fußballspielen in der Schulmannschaft der Omiya Higashi High School und der Universitätsmannschaft der Dokkyō-Universität. Seinen ersten Vertrag unterschrieb er 1999 bei den FC Tokyo. Der Verein spielte in der zweithöchsten Liga des Landes, der J2 League. 1999 wurde er mit dem Verein Vizemeister der J2 League und stieg in die J1 League auf. Für den Verein absolvierte er 10 Spiele. Ende 2001 beendete er seine Karriere als Fußballspieler.